# 萨拉·洛佐
萨拉·洛佐（1997年4月29日—），塞尔维亚女子排球运动员。她曾代表塞尔维亚参加2022年世界女子排球锦标赛，获得冠军。她也曾获2022年女子排球国家联赛季军。